# SDSS J110310.15+110503.4
SDSS J110310.15+110503.4 ist eine Spiralgalaxie vom Hubble-Typ Sc im Sternbild Löwe auf der Ekliptik, die schätzungsweise 3,5 Milliarden Lichtjahre von der Milchstraße entfernt ist. Im selben Himmelsareal befinden sich u. a. die Galaxien NGC 3506, NGC 3524, IC 664, IC 666.